# John Horace Forney

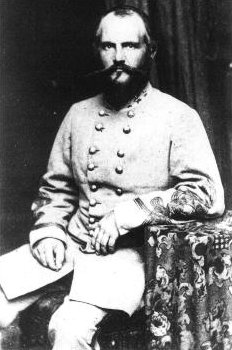
General Forney

John Horace Forney (* 12. August 1829 in Lincolnton, North Carolina; † 13. September 1902 in Jacksonville, Alabama) war Offizier des US-Heeres und Generalmajor der Konföderierten Staaten von Amerika im Sezessionskrieg.

## Leben
Forney wurde 1829 in Lincolnton, North Carolina, geboren. 1835 zog die Familie nach Alabama, wo er und sein Bruder William Henry, ebenfalls ein späterer General der Konföderierten, von Privatlehrern unterrichtet wurden. Ab 1848 besuchte er die Militärakademie in West Point, New York, die er 1852 erfolgreich als 22. seines Jahrgangs abschloss. Anschließend diente er als Leutnant im 7. und 10. US-Infanterie-Regiment und wurde am 25. August 1855 zum Oberleutnant befördert. Nach Teilnahme am Utah-Krieg unter dem Kommando von Oberst Albert Sidney Johnston kehrte Forney an die Militärakademie zurück und unterrichtete Taktik. Nachdem absehbar war, dass in der Sezessionsfrage zwischen den Nord- und Südstaaten keine Einigung zu erzielen war, quittierte er am 23. Januar 1861 den Dienst.
Zum Oberst des konföderierten Heeres befördert, wurde Forney nach Ausbruch des Krieges am 4. Juni 1861 zum Kommandeur des 10. Alabama-Infanterie-Regiments ernannt und nahm im ersten Kriegsjahr an mehreren Schlachten in Virginia teil, bis er am 20. Dezember bei Dranesville, Virginia, mehrfach verwundet wurde. Am 10. März 1862 wurde er zum Brigadegeneral befördert und nach Mobile, Alabama, versetzt.
Am 27. Oktober 1862 wurde Forney zum Generalmajor befördert und zum Kommandeur einer Division der konföderierten Mississippi-Armee unter Generalleutnant John C. Pemberton ernannt. Nach der Gefangennahme nach der Kapitulation von Vicksburg wurde Forney ausgetauscht und führte von Mitte bis Ende 1864 eine Division unter General Edmund Kirby Smith. Ab März 1865 übernahm er von Generalmajor John George Walker als Befehlshaber den Wehrbereich Texas. Am 2. Juni 1865 kapitulierte er zusammen mit Smith, wurde verhaftet und auf Ehrenwort am 20. Juni in Galveston, Texas, wieder entlassen.
Nach dem Krieg lehrte Forney an einer kleinen Militärakademie. Ebenso arbeitete er als Farmer und Hoch- und Tiefbauingenieur.